# Cophura apotma
Cophura apotma là một loài ruồi trong họ Asilidae. Cophura apotma được Pritchard miêu tả năm 1943. Loài này phân bố ở vùng Tân nhiệt đới.